# Eduardo Uslenghi
Eduardo Uslenghi (ur. ? – zm. ?) – argentyński piłkarz, grający podczas kariery na pozycji pomocnika.

## Kariera klubowa
Eduardo Uslenghi podczas piłkarskiej kariery występował w Porteño Buenos Aires i Palermo Buenos Aires.

## Kariera reprezentacyjna
W reprezentacji Argentyny Uslenghi występował w latach 1919–1921. W reprezentacji zadebiutował 13 maja 1919 w przegranym 2-3 meczu z Urugwajem podczas Mistrzostw Ameryki Południowej.
Na turnieju w Rio de Janeiro wystąpił w dwóch meczach z Urugwajem i Brazylią. W 1920 po raz drugi wystąpił w Mistrzostwach Ameryki Południowej. Na turnieju w Valparaíso wystąpił w dwóch meczach z Urugwajem i Chile. Ostatni raz w reprezentacji wystąpił 14 kwietnia 1921 w zremisowanym 1-1 towarzyskim meczu z Paragwajem. Ogółem w barwach albicelestes wystąpił w 11 meczach.
| Mecze i gole w reprezentacji | Mecze i gole w reprezentacji | Mecze i gole w reprezentacji | Mecze i gole w reprezentacji | Mecze i gole w reprezentacji | Mecze i gole w reprezentacji | Mecze i gole w reprezentacji |
| #                            | Data                         | Miasto                       | Przeciwnik                   | Gol                          | Wynik                        | Rozgrywki                    |
| ---------------------------- | ---------------------------- | ---------------------------- | ---------------------------- | ---------------------------- | ---------------------------- | ---------------------------- |
| 1.                           | 13.05.1919                   | Rio de Janeiro               | Urugwaj                      |                              | 2:3                          | Copa América                 |
| 2.                           | 18.05.1919                   | Rio de Janeiro               | Brazylia                     |                              | 1:3                          | Copa América                 |
| 3.                           | 01.06.1919                   | Rio de Janeiro               | Brazylia                     |                              | 3:3                          | Copa Cherry                  |
| 4.                           | 18.07.1919                   | Montevideo                   | Urugwaj                      |                              | 1:4                          | Copa Premio                  |
| 5.                           | 19.10.1919                   | Buenos Aires                 | Urugwaj                      |                              | 6:1                          | Copa Premio                  |
| 6.                           | 07.12.1919                   | Montevideo                   | Urugwaj                      |                              | 4:2                          | Trofeo Circular              |
| 7.                           | 08.08.1920                   | Buenos Aires                 | Urugwaj                      |                              | 1:0                          | Copa Premio                  |
| 8.                           | 12.09.1920                   | Valparaíso                   | Urugwaj                      |                              | 1:1                          | Copa América                 |
| 9.                           | 20.09.1920                   | Valparaíso                   | Chile                        |                              | 1:1                          | Copa América                 |
| 10.                          | 07.04.1921                   | Asunción                     | Paragwaj                     |                              | 1:3                          | towarzyski                   |
| 11.                          | 14.04.1921                   | Asunción                     | Paragwaj                     |                              | 2:2                          | towarzyski                   |